# Valentina Ricca
Valentina Ricca (Torino, 3 giugno 1993) è una hockeista su ghiaccio italiana, difensore delle Piemont Rebelles, squadra della Italian Hockey League Women, e dell'Italia.

## Carriera
Cresciuta nelle file dapprima dell'HC Valpellice e del Real Torino, ha guadagnato giovanissima anche la nazionale azzurra (il suo primo appuntamento ufficiale furono i mondiali di seconda divisione del 2011).
Nel 2012 si trasferì nella seconda serie svedese, alle Sundsvall Wildcats di Timrå, con le quali ottenne subito la promozione. Rimase poi per altre tre stagioni con la squadra di Timrå, tutte in massima serie.
Nel 2016 si è trasferita nel campionato svizzero, nelle file dell'EV BOMO Thun.
Tornata in Italia, ha vestito le maglie di Torino Bulls, Lakers, Girls Project e Piemont Rebelles.

## Vita privata
Anche il fratello Andrea è un giocatore di hockey su ghiaccio.